# Перев'язка

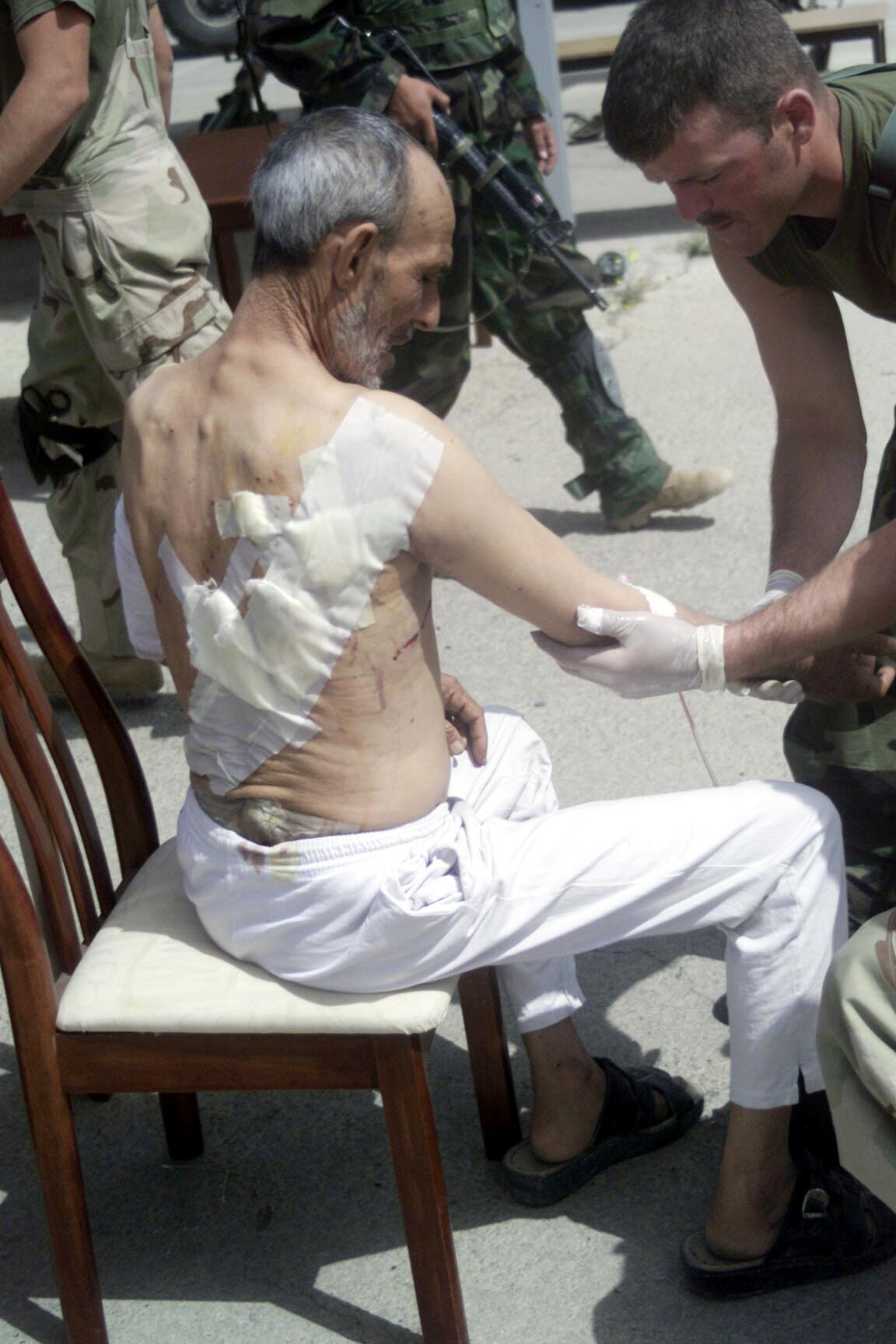

Перев'язка (перев'язування, англ. dressing change) — медична маніпуляція загалом неінвазивна, із зміни уже попередньо накладеної пов'язки. При завершенні, найчастіше знову накладають пов'язку на хвору чи травмовану ділянку (наприклад, рану, опік).
Для перев'язування застосовують відповідні медичні вироби: наприклад, медичні рукавички, ниркоподібні лотки, хірургічний стіл та лампа, марлеві бинти, марлеві серветки, різні розчини антисептиків та лікувальних речовин, інколи вату), хірургічний інструментарій (ножиці, корнцанг, пінцет).

## Виконання
Перев'язування виконують медична сестра разом із лікарем у медичному закладі: перев'язувальний кабінет або палата, рідко — маніпуляційний кабінет (у стаціонарі чи поліклініці); інколи в домашніх умовах. Основні етапи виконання маніпуляції передбачають:
- антисептична медична обробка рук
- підготувати усе необхідне для перев'язування
- зняти (розрізати, відмочити антисептиком) попередню пов'язку, щоб відкрити ушкоджену чи травмовану ділянку
- огляд ділянки поранення
- краї рани обробити антисептиком (наприклад, спиртовий р-н йоду)
- рану обробити відповідним антисептиком (наприклад, р-н бактосіну)
- виконати необхідні лікувально-діагностичні маніпуляції
- накласти стерильну пов'язку, зафіксувати її[3]

## Види перев'язок і призначення
Пов’язка може мати кілька призначень, залежно від типу, тяжкості та положення рани, хоча всі цілі спрямовані на сприяння одужанню та захист від подальших пошкоджень. Основні призначення перев'язувального матеріалу:
- Зупинити кровотечу – допомогти заклеїти рану для прискорення процесу згортання крові ;
- Захист від інфекції – для захисту рани від мікроорганізмів і механічних пошкоджень;
- Абсорбувати ексудат – вбирати кров, плазму та інші рідини, що виділяються з рани, утримувати їх в одному місці та запобігати мацерації ;
- Полегшити біль – або за допомогою медикаментозного знеболюючого ефекту, компресії або просто запобігання болю від подальшої травми;
- Очищення рани – для прискорення загоєння рани, видалення шлаків і сторонніх предметів;
- Зменшити психологічний стрес – затулити рану, що загоюється, від очей пацієнта та інших.

Зрештою, метою накладання пов’язки є сприяння загоєнню рани шляхом створення стерильного, дихаючого та вологого середовища, яке сприяє грануляції та епітелізації . Це зменшить ризик інфікування, допоможе швидше зажити рану та зменшить рубці. 